# 진영역
진영역(Jinyeong station, 進永驛)은 경상남도 김해시 진영읍 설창리에 있는 경전선의 철도역이다.

## 개요
김해시의 북서부 외곽 지역이고 창원시와 인접한 진영읍에 위치하고 있으나, 모든 경전선 일반 열차와 일부 KTX가 정차한다는 점에서 김해시의 철도 여객 수송을 담당하는 중추적인 역할을 수행하고 있다. 구 경전선은 이 역에서 덕산역을 거쳐 창원역으로 가는 방식이었는데, 2010년 12월 15일 경전선 복선 전철화 관계로 진영 - 덕산 구간이 폐지되고 덕산 - 용강 구간이 별선인 덕산선으로 분리되면서, 경전선 열차는 진례역으로 향한다. 개역 당시인 1905년부터 진영읍 중심지인 진영리에 역이 위치해 있었으나, 복선 전철화 개통과 함께 진영읍 외곽의 설창리로 역사를 이전하여 영업하고 있다.
노무현 전 대통령의 생가와 사저가 있는 봉하마을이 인접해 있으며, 이 때문에 매년 5월 23일 노무현 대통령 추도식 기간의 봉하마을 관광객을 위한 특별 열차가 정차하기도 한다. 한편 이 지역 주민들과 지역구 국회의원 최철국이 노무현 대통령의 유산을 기려 역명에 노무현을 병기할 것을 건의하기도 하였다. 2013년 9월 27일부터는 남도해양열차가 추가로 정차한다.

## 역명 유래
진영이라고 칭하게 됨은 풍수지리설에 의하여 군사들의 진영의 형국이며 금병산은 상제봉조형으로 보고 여래리 동쪽을 장군대좌형의 명당으로 보았기 때문이라는 설에서 유래하였다.

## 역사
- 1905년 10월 21일 : 보통역으로 영업 개시[3][4]
- 1943년 9월 10일 : 역사 신축 준공
- 1998년 2월 16일 : 열차시각 대개편으로 인해 경전선 진영역 비둘기호 열차를 통일호로 승격
- 2004년 4월 1일 : 경전선 전구간 통일호 운행중단
- 2006년 5월 1일 : 소화물 취급 중지
- 2010년 9월 1일 : 화물취급 중지[5]
- 2010년 12월 15일 : 경전선 복선 전철화에 따른 역사 이전, KTX 운행 개시[6]
- 2013년 9월 27일 : 남도해양열차 정차 개시
- 2014년 6월 1일 : ITX-새마을 운행 개시
- 2018년 3월 26일 : 인천공항행 KTX 운행중지
- 2023년 9월 1일 : SRT 정차 개시

## 역 구조
승강장은 2면 4선식의 쌍섬식 승강장으로 운영된다.

### 승강장
| ↑ 한림정        |
| ４３ \| ２１ \| |
| 진례 ↓          |

| 1 | 경전선 | KTX · SRT · ITX-새마을 · 무궁화호 | 마산 · 진주 · 순천 · 보성 · 광주송정 · 목포 방면             |
| 2 | 경전선 | KTX · SRT · ITX-새마을 · 무궁화호 | 마산 · 진주 · 순천 · 보성 · 광주송정 · 목포 방면             |
| 3 | 경전선 | KTX · SRT · ITX-새마을 · 무궁화호 | 삼랑진 · 부전 · 밀양 · 대구 · 서울 · 수서 · 동탄 · 행신 방면 |
| 4 | 경전선 | KTX · SRT · ITX-새마을 · 무궁화호 | 삼랑진 · 부전 · 밀양 · 대구 · 서울 · 수서 · 동탄 · 행신 방면 |

## 논란

### 정차역 선정 문제
경전선 삼랑진 ~ 마산간 복선 전철화 공사 구간 가운데 가장 늦게 KTX의 정차가 확정된 역이기도 하다. 2010년 11월 1일, 대구 - 부산 간 경부고속철도 2단계 개통 이후 경부고속선의 연선 지역에 위치하지 않은 경부선 구포역의 KTX 정차역 기능이 급감하게 되는 상황과 함께 인근의 마산역, 창원역, 창원중앙역 등과는 달리 당초 진영역의 KTX 정차 여부에 대해서는 이렇다 할 한국철도공사의 확답과 근거가 없었기 때문에 경상남도 김해시와 김해 시민들의 반발이 거세게 일었지만,, KTX 개통을 불과 한 달 여 앞둔 2010년 11월 2일, 한국철도공사가 KTX의 진영역 정차를 공식적으로 발표하였고, 현재 KTX 열차는 현재 하루 왕복 5회 진영역에 정차하고 있다.

### 수요 예측 실패

#### 주차장 확장 사업
진영역의 주차장이 당초 교통정책연구원의 수요 예측과 달리, KTX 이용객이 많아 기존 85면의 주차장으로는 턱없이 부족해 주차장을 확장하는 것이 시급하다는 민원이 제기되었다. 이에 대해 김해시의 관계자는 "2012년 초부터 주차장 확장 사업 추진이 가능할 것으로 보며, 추가 주차장 조성 사업을 위해 발빠르게 추진하고 있다"고 말했다.

#### KTX 승강장 확장
경전선의 KTX 이용객이 증가하자 2011년 5월 1일부터 경전선을 운행하는 일부 열차에 KTX가 투입되었다. 당초 진영역은 KTX-산천이 정차할 수 있는 10량 규모인 300미터로 만들어졌다. 이로 인해, 388미터이며, 20량인 KTX-1보다 88미터가 짧아 나무 덱으로 임시로 승강장을 연장하였는데, 철도 터널 두개 사이로 끼어 있는 굴봉산역과 비슷한 형태인데다, 임시로 연장된 승강장 위에는 지붕이 없고, 고압 송전선이 있어, 승객의 안전을 위해 승강장을 확장했다. 현재 KTX-1 열차는 상행 2회, 하행 2회로 총 4회 정차한다.

## 사진

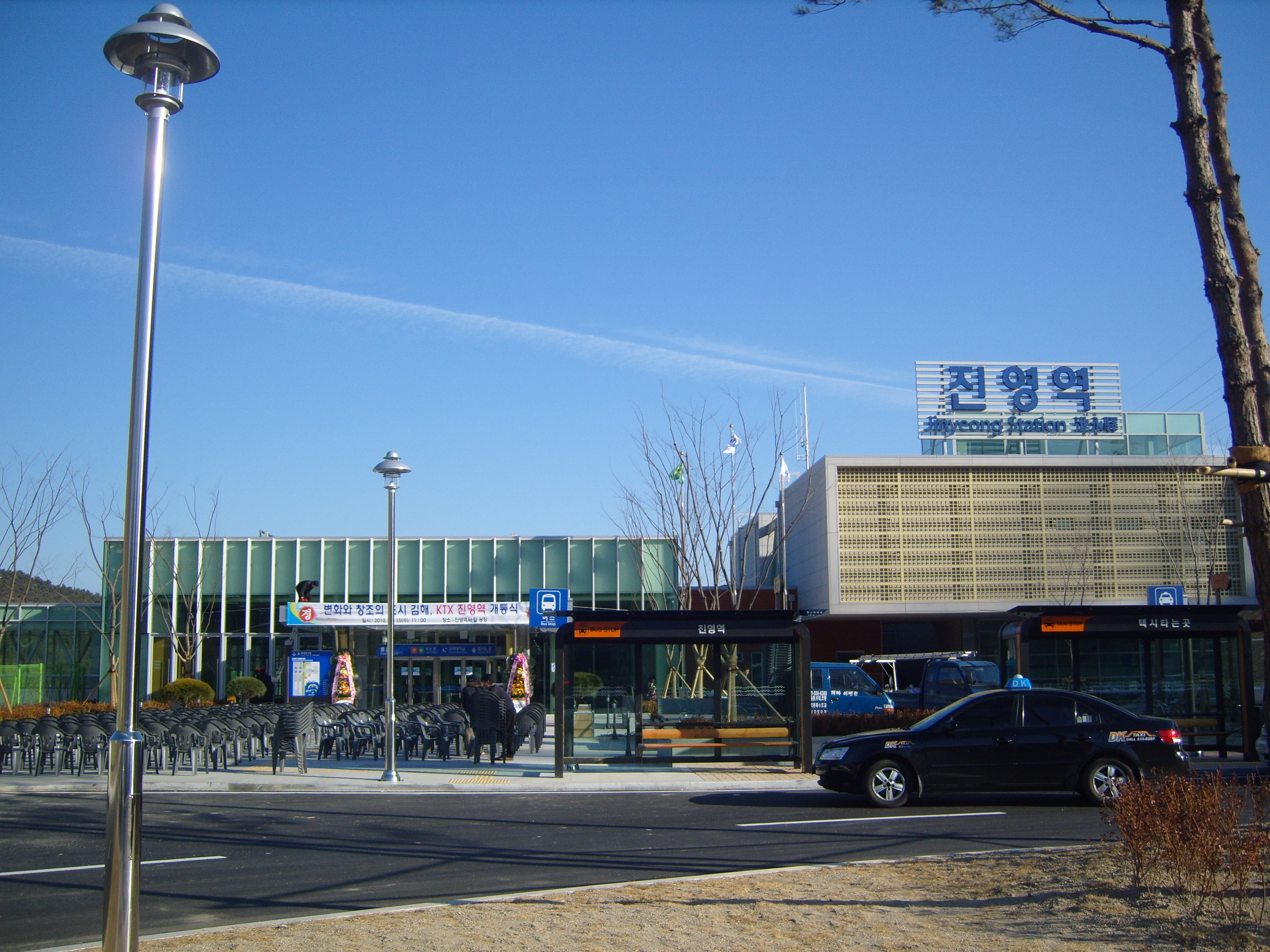
신 역사
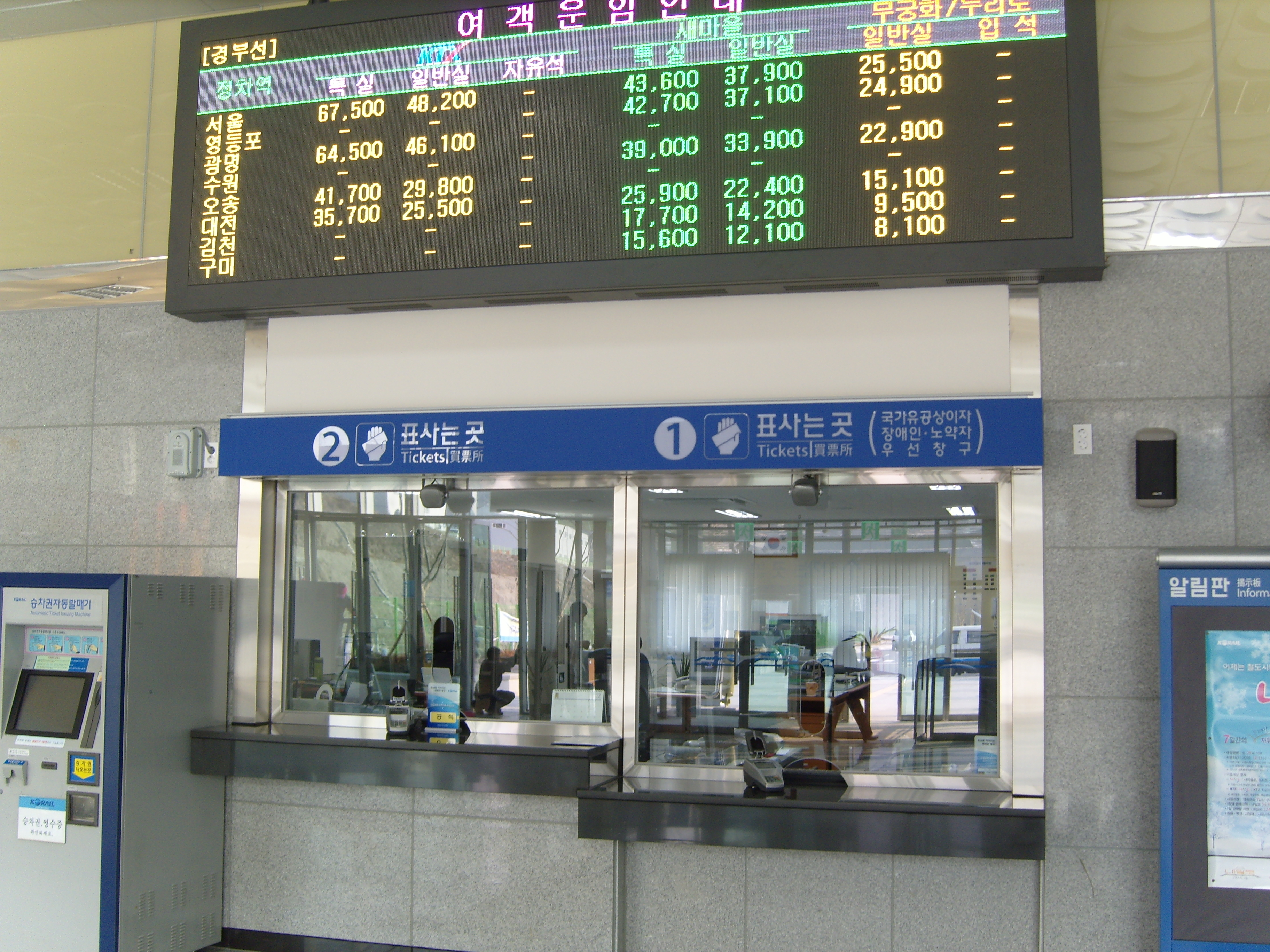
매표 창구
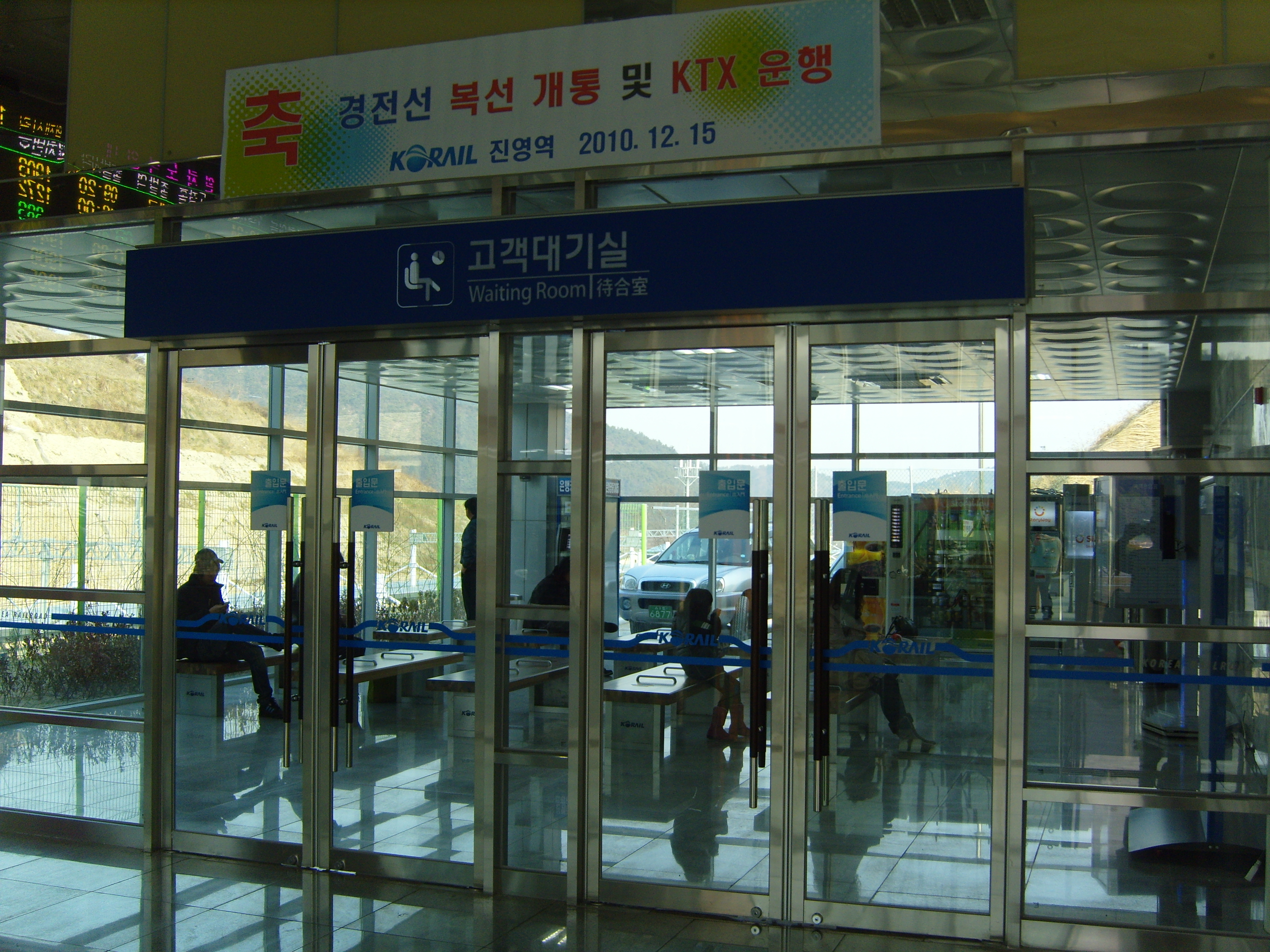
맞이방
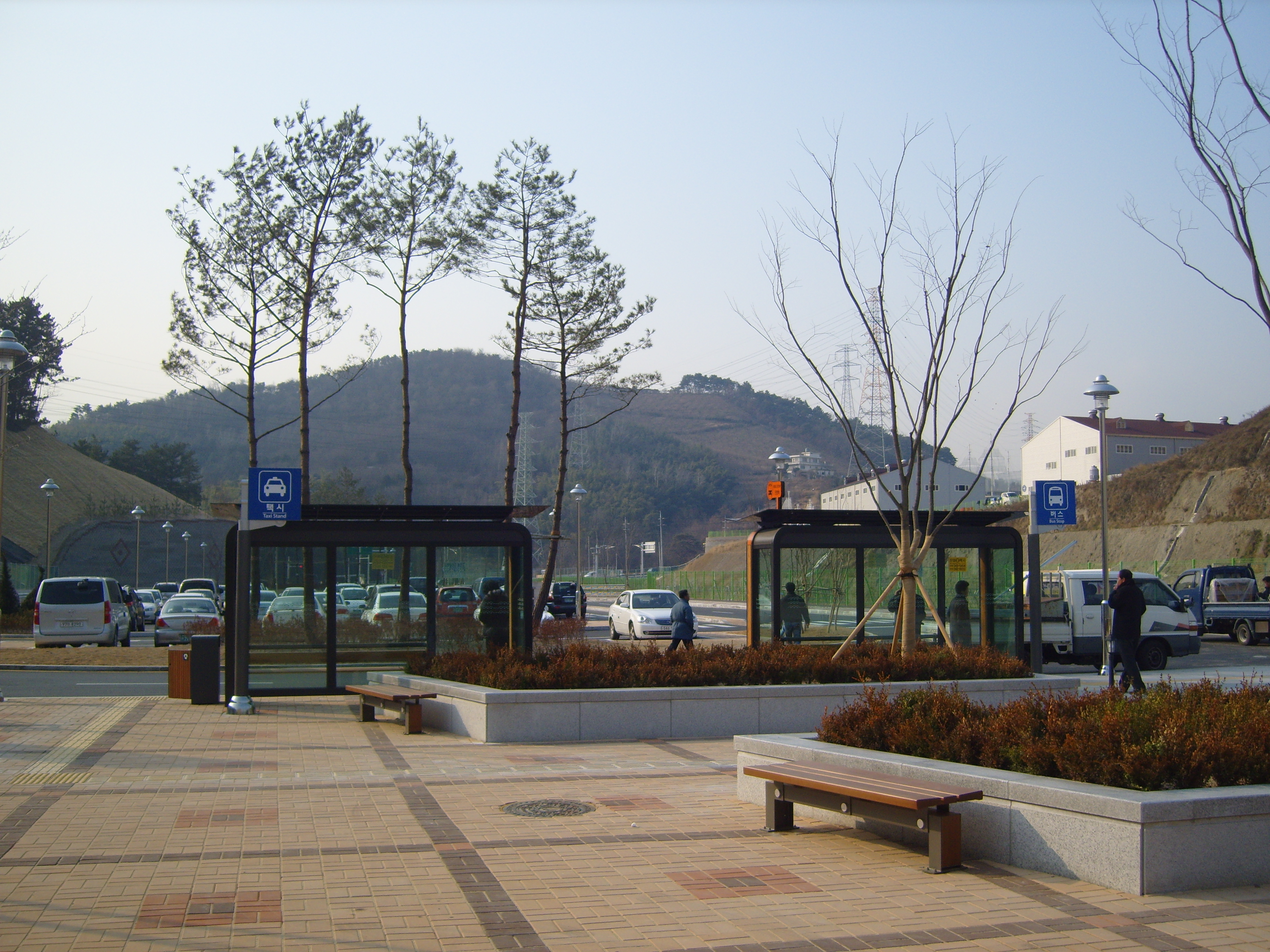
버스·택시승강장
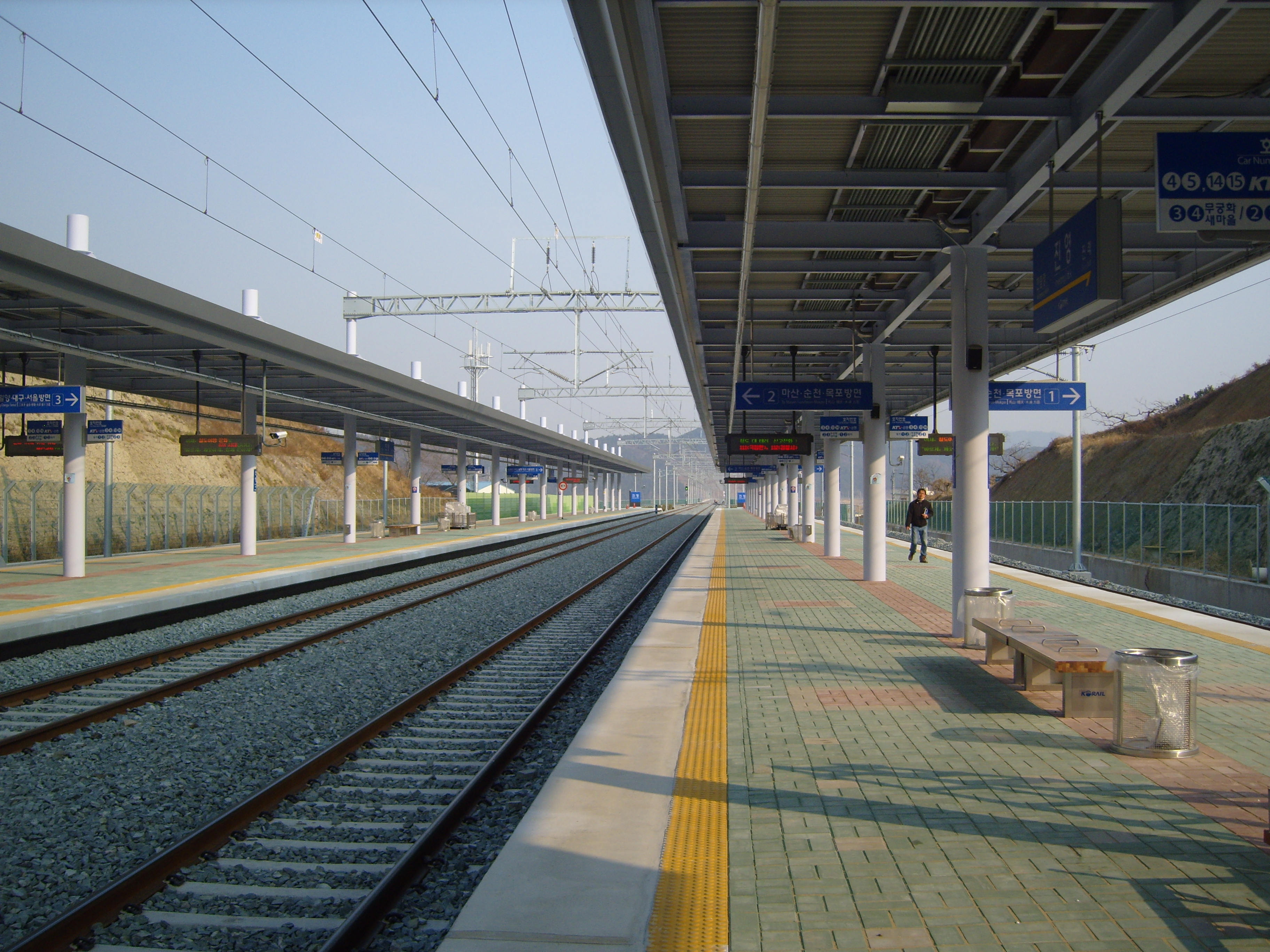
진영역 승강장
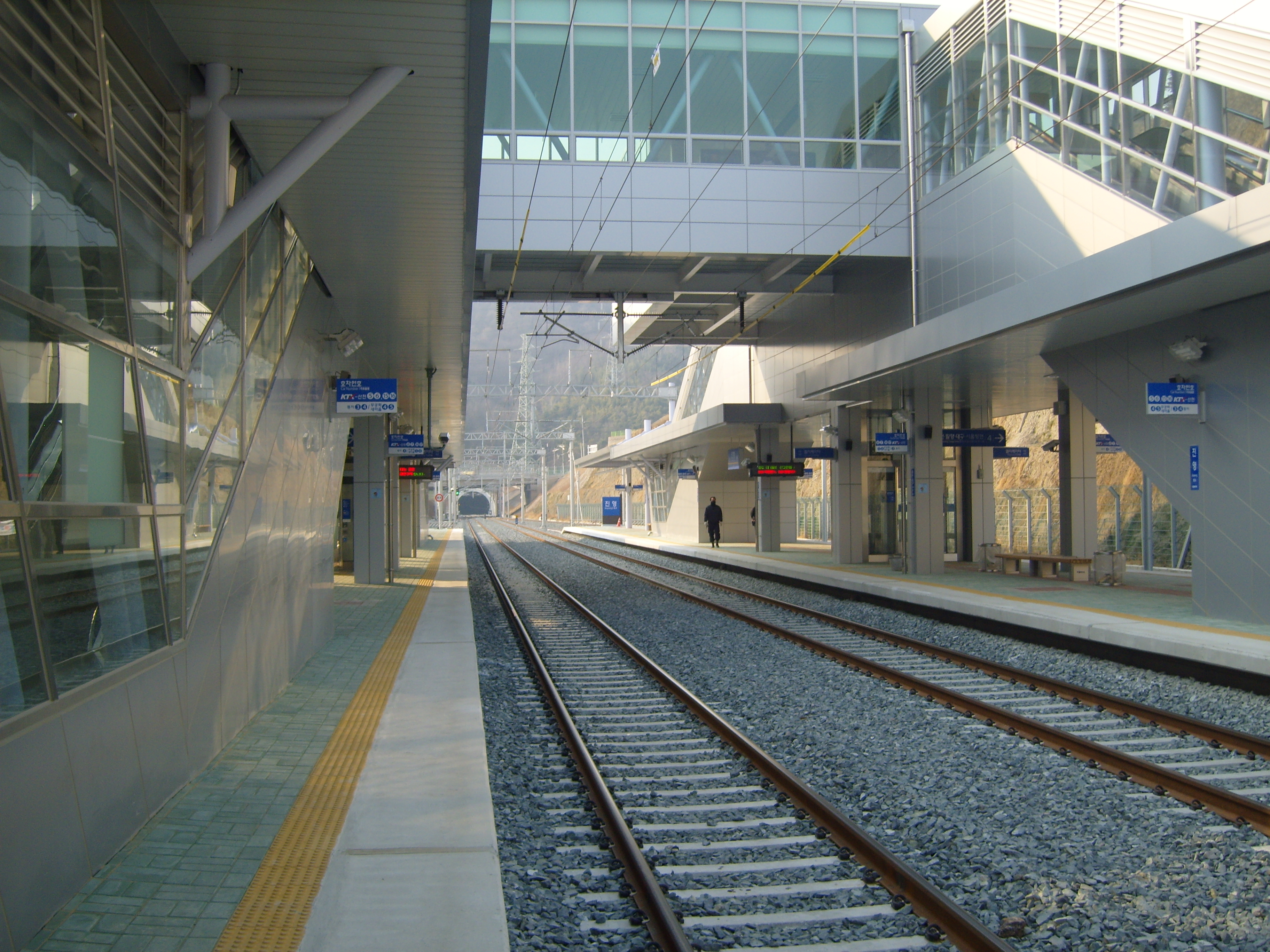
진영역 승강장
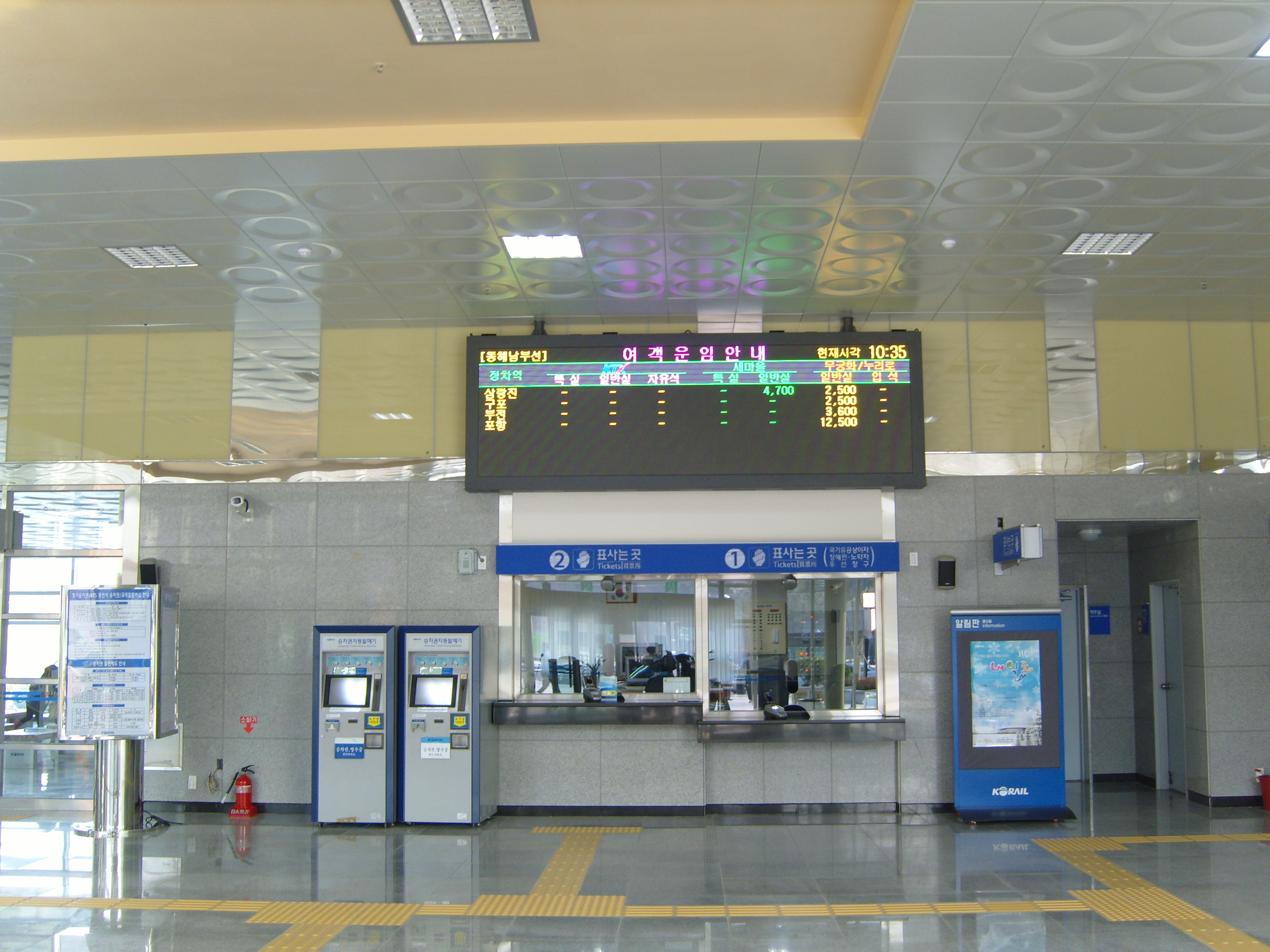
진영역 내부

## 구 역사
진영리 구 역사는 2010년 복선 전철화 개통으로 폐쇄되었다. 구 역사 부지와 경전선 폐 철로에 진영 레일파크가 들어설 예정이다. 디젤 기관차 7115호와 새마을호 객차 11101·11102호가 전시되고 있다.

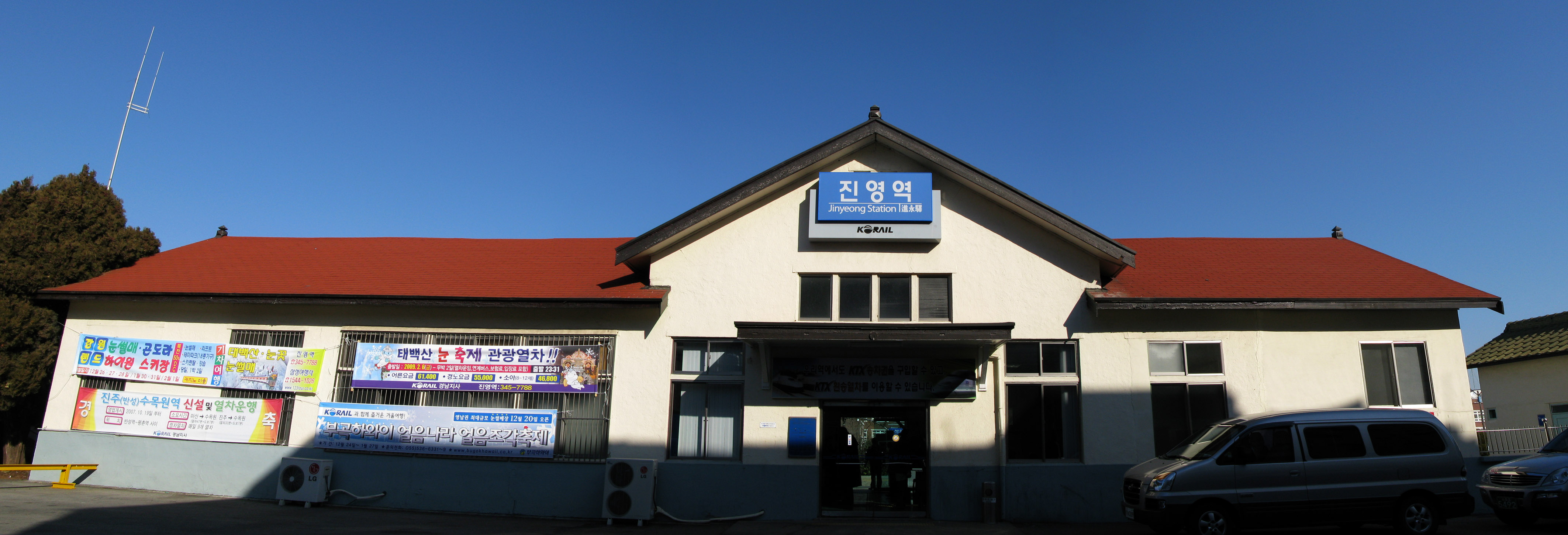
구 역사
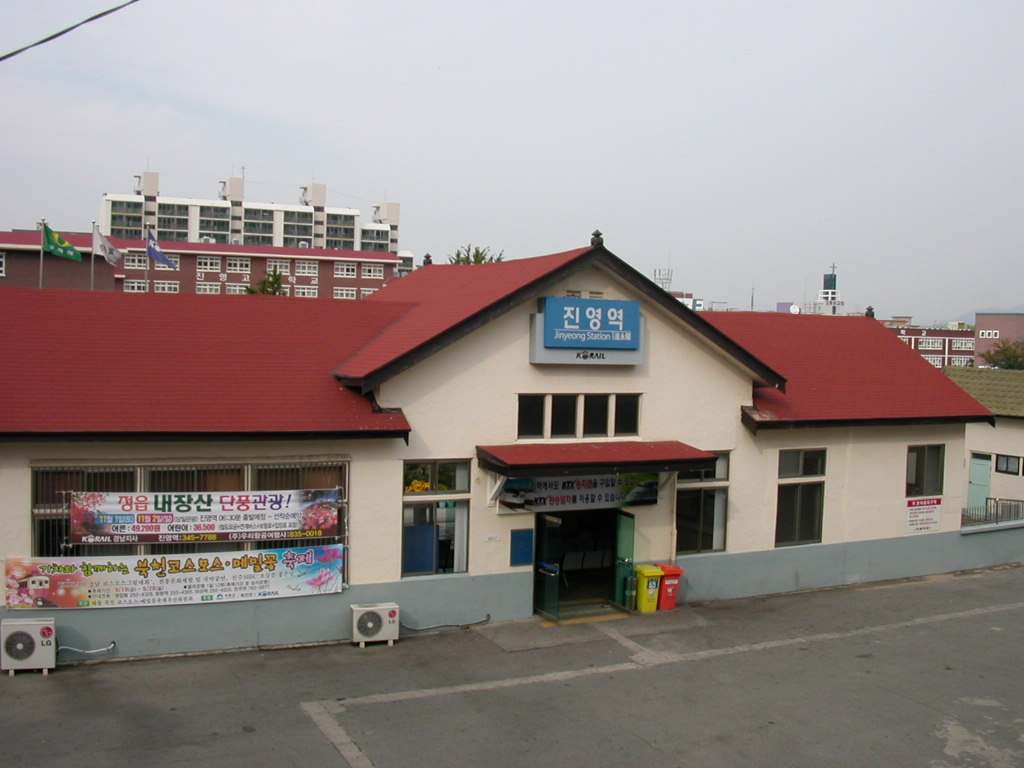
구 역사
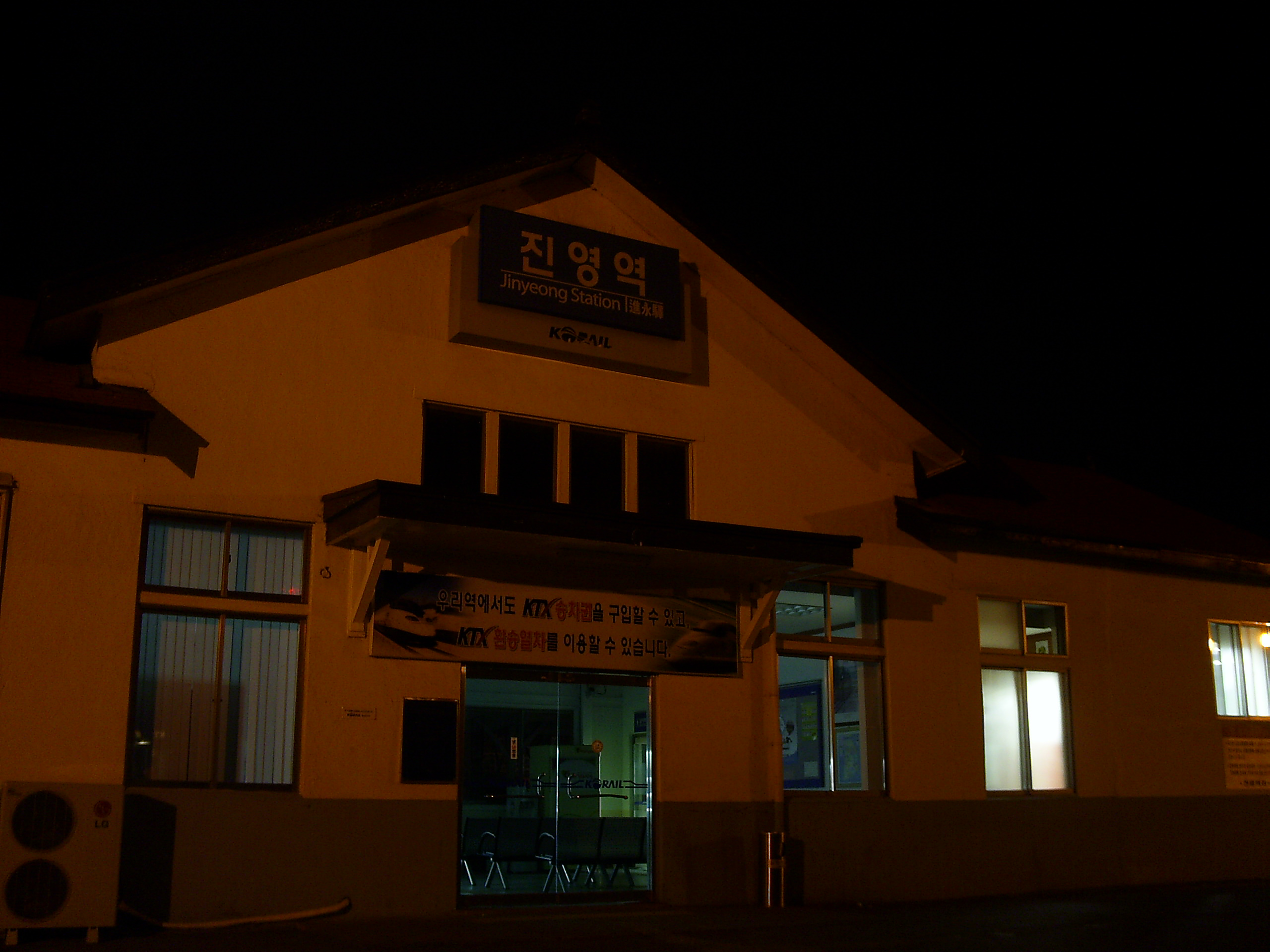
구 역사의 야경
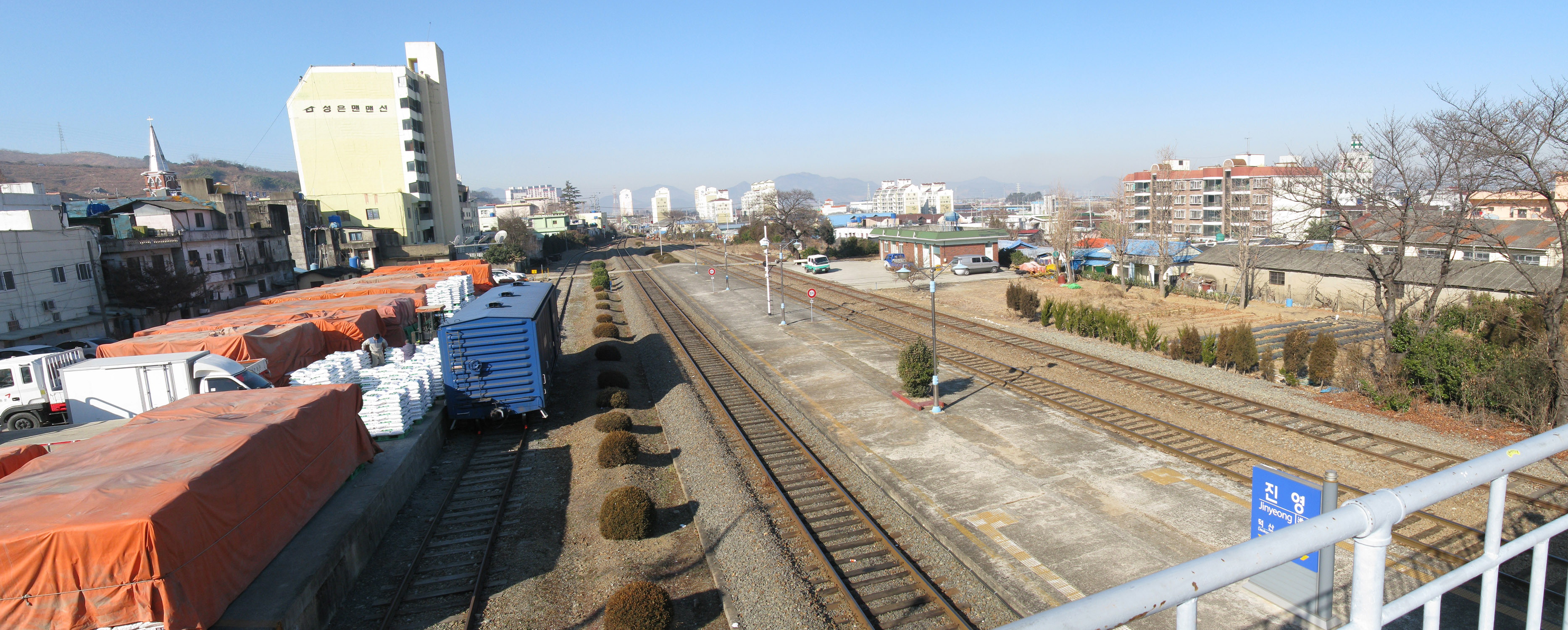
구 역사의 승강장 (덕산역 방향) (현재 철거됨)
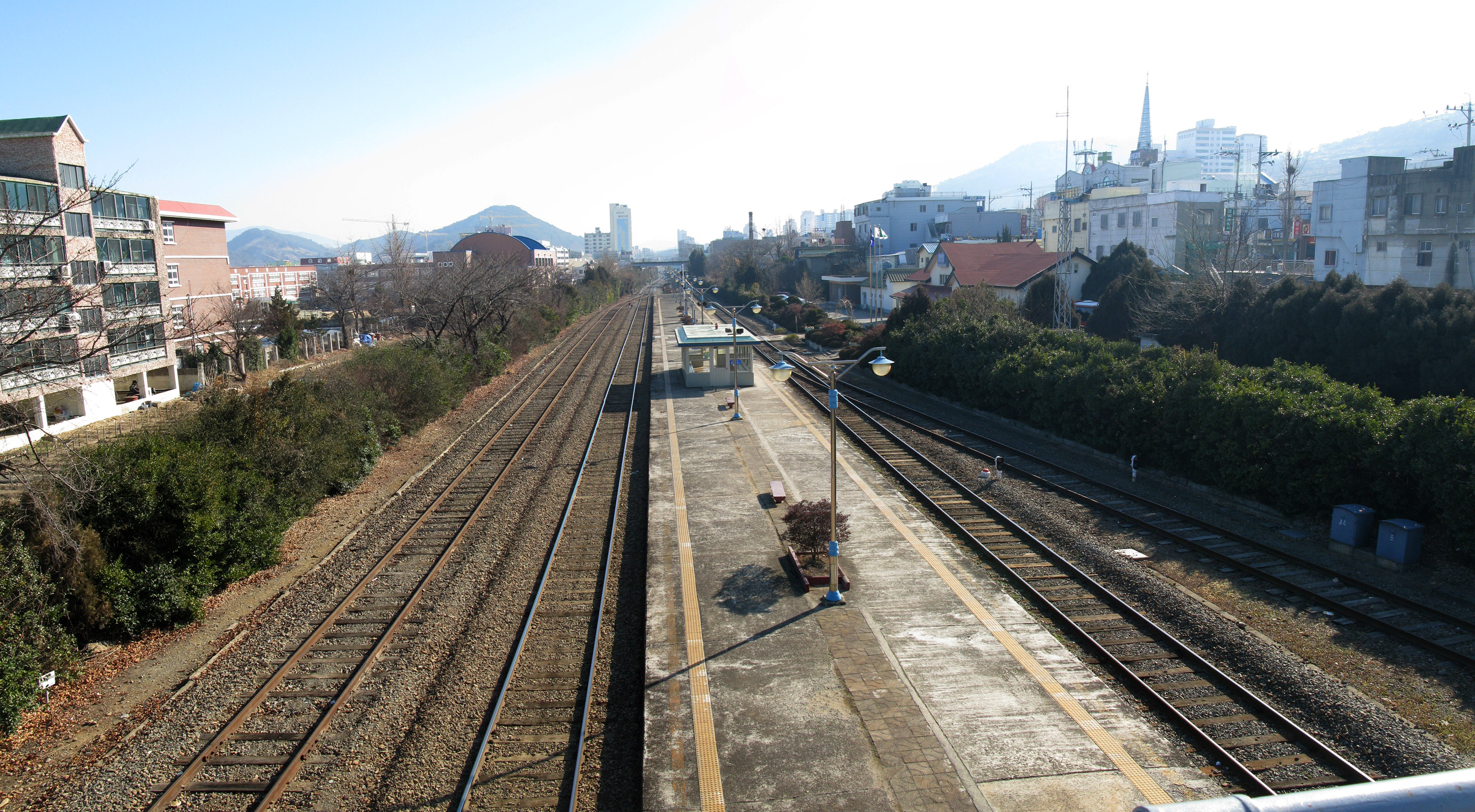
구 역사의 승강장 (한림정 방향) (현재 철거됨)
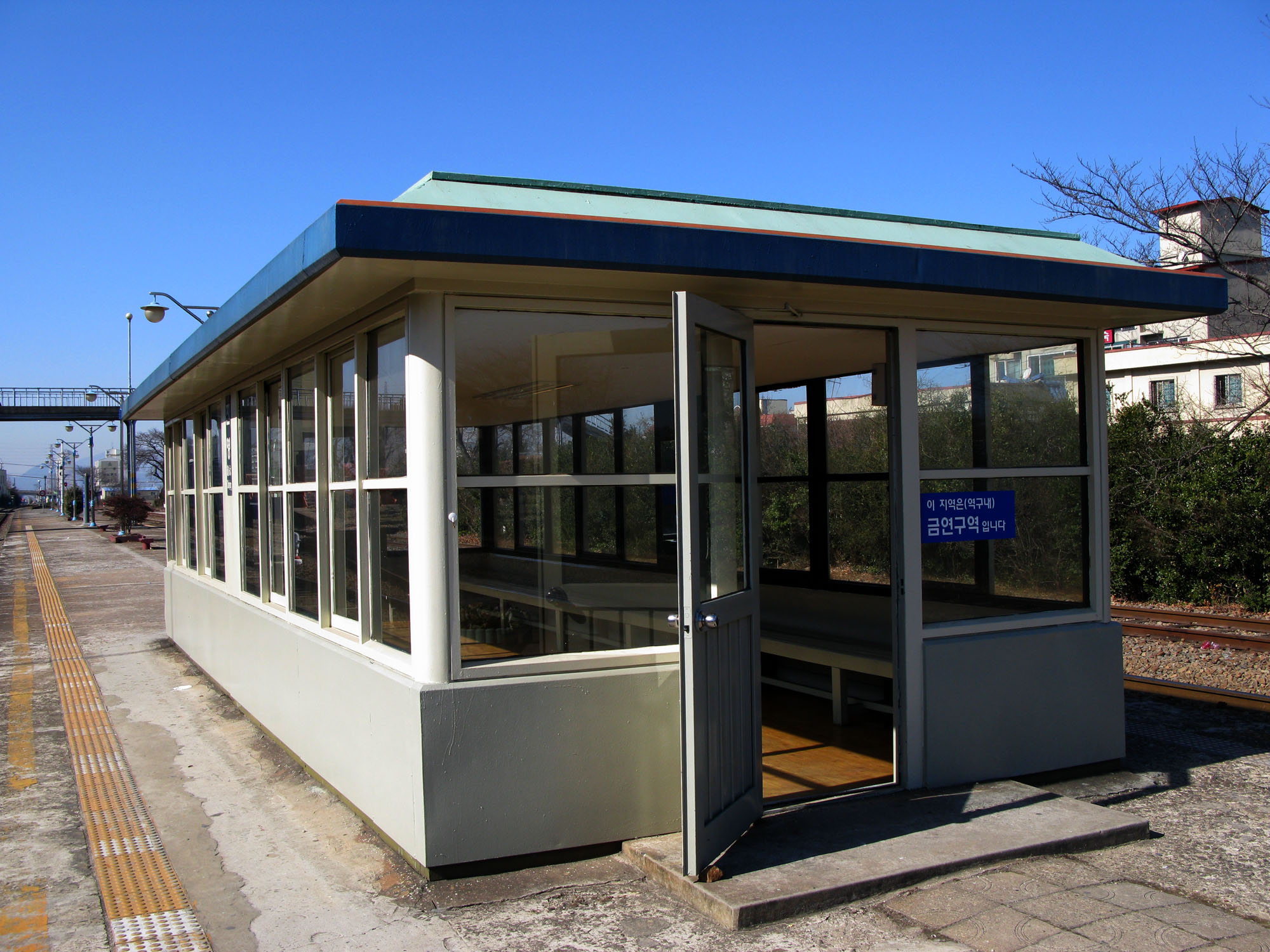
승강장 대기 공간 (현재 철거됨)

## 인접한 역
| 경부선 · 경전선            | 경부선 · 경전선   | 경부선 · 경전선          |
| -------------------------- | ----------------- | ------------------------ |
| 밀양 행신 방면             | KTX 경전선        | 창원중앙 진주 방면       |
| 밀양 수서 방면             | SRT 경전선        | 창원중앙 진주 방면       |
| 밀양 서울 방면             | ITX-새마을 경전선 | 창원중앙 진주 방면       |
| 경전선                     |                   |                          |
| 한림정 부전 방면 서울 방면 | 무궁화 경전선     | 진례 목포 방면 진주 방면 |
| 삼랑진 부산 방면           | 남도해양열차      | 창원중앙 광주송정 방면   |